# Andronico I Comneno
Andronico I Comneno (in greco Ανδρόνικος Α' Κομνηνός?, Andronikos I Komnēnos; Costantinopoli, 1118 – Costantinopoli, 12 settembre 1185) è stato un imperatore bizantino.
Fu basileus dei romei dal settembre 1183 fino alla sua morte.

## Primi anni
Figlio del porfirogenito Isacco Comneno e di Kata di Georgia, Andronico nacque nel 1118 a Costantinopoli, nello stesso anno in cui lo zio Giovanni II Comneno saliva al trono, conferendo ad Isacco il titolo di sebastocratore.
Nel 1130 il padre, accusato di cospirare contro il basileus, fu costretto a fuggire in esilio, rifugiandosi presso i Danishmendidi e quindi a Gerusalemme. Nel 1136 Isacco ritornò a Costantinopoli e si riconciliò pacificamente con il fratello, ma nel 1137 fu il figlio maggiore, Giovanni a disertare dall'esercito imperiale, rifugiandosi presso i Turchi e convertendosi all'Islam.
Andronico, allevato alla corte imperiale, familiarizzò in questo periodo con il cugino Manuele, il più giovane tra i principi imperiali e suo coetaneo. Nel 1141 tuttavia Andronico venne catturato dai Selgiuchidi durante una battuta di caccia e condotto a Iconio, presso il fratello Giovanni. Durante la sua prigionia la morte dei cugini Alessio e Andronico, portò inaspettatamente Manuele ad essere incoronato coimperatore, nel novembre 1143.
Gli accordi stretti dal nuovo imperatore con i Turchi garantirono la liberazione di Andronico, che rientrò a corte come parente favorito, nonostante che il padre Isacco, asserragliatosi ad Eraclea Pontica, tentasse tra il 1145 e il 1146 di usurpare il trono del nipote finché, catturato, venne relegato nel 1152 nel monastero di Ainos. Nel 1145-1446 Andronico prese parte a una campagna di Manuele, che era volta contro i Turchi Selgiuchidi in Anatolia. Una sera mentre era a tavola dell'imperatore scoppiò un acceso dibattito, in cui si confrontavano le qualità marziali di Manuele e di suo padre.
Andronico, divenuto governatore nelle regioni balcaniche, ereditò le aspirazioni imperiali del padre e nel 1155 tentò di assassinare l'imperatore Manuele I, finendo per questo incarcerato a Costantinopoli. Riuscito a fuggire con uno stratagemma dalle prigioni imperiali nel 1164, ottenne nel 1165 il perdono del cugino, potendo così rientrare nella capitale. Nonostante questo gli attriti con Manuele continuarono, finché nel 1166 Andronico venne inviato a governare la lontana Cilicia, ma preferì recarsi in esilio, prima nel Principato di Antiochia e quindi nel Regno di Gerusalemme, dove venne accolto dal re Amalrico I. Qui però Andronico circuì la cugina Teodora vedova di Baldovino III, fuggendo con lei verso Baghdad e le terre musulmane, dandosi infine a razziare con questi le terre dell'impero bizantino attorno a Trebisonda, da dove la famiglia dei Comneni proveniva.
Tutti questi fatti provocarono l'ira dell'imperatore il quale, avutane occasione, fece catturare la nipote Teodora. Temendo per la vita di lei e per quella dei suoi figli a Costantinopoli, Andronico si risolse infine nel 1180 a sottomettersi a Manuele, ricevendone in cambio nuovamente il perdono.
Andronico venne dunque inviato a governare il Ponto. Frattanto l'improvvisa morte di Manuele, avvenuta in quello stesso anno, lasciò l'impero nelle mani del piccolo figlio di Manuele, Alessio II Comneno che, data la sua minore età, dovette governare attraverso un consiglio di reggenza controllato dalla madre, Maria Xene, e dall'amante di questa, il protosebasto Alessio.

## L'ascesa al trono
Ambizioso e scaltro, per salire al trono Andronico si atteggiò a salvatore di Alessio II, dicendo che questi veniva soggiogato dalla madre e dal di lei amante, il protosebasto Alessio Comneno. Dopo di che cominciò a muoversi in direzione di Costantinopoli, sicuro dell'appoggio popolare. La Paflagonia ben prestò passò dalla sua parte e, nella capitale, Andronico trovò subito due alleati nelle persone della kaisarissa Maria, sorellastra di Alessio II, e del marito, il cesare Ranieri di Monferrato, esclusi dal Consiglio di reggenza. Costoro risposero agli appelli di Andronico e, sempre atteggiandosi a salvatori del basileus, tentarono una congiura ai danni del protosebasto Alessio. I loro piani vennero scoperti e la congiura fallì: a Maria, Ranieri ed ai loro fidi toccò rifugiarsi a Santa Sofia, da dove lanciarono appelli alla rivolta. La ribellione popolare scoppiò veramente e, vista l'impossibilità di pervenire ad una risoluzione pacifica, il protosebasto lanciò l'attacco nel maggio del 1181: si combatté edificio per edificio, financo sulle soglie della Chiesa grande, ma alla fine gli Imperiali prevalsero. Al fine di evitare ulteriori orrori in Santa Sofia, già profanata, il patriarca Teodosio si propose come arbitro, così Maria e Ranieri poterono uscire dalla chiesa in sicurezza ed essere amnistiati.

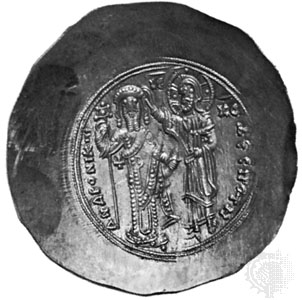
Moneta di Andronico I Comneno, rappresentato mentre viene incoronato da Cristo.

Tali notizie ovviamente non potevano che rallegrare Andronico nella sua avanzata verso Costantinopoli, così come la notizia delle tensioni tra il Patriarca ed il protosebasto, ed infatti la sua marcia si fece più rapida: la reggenza gli inviò contro un esercito, comandato da Andronico Angelo, ma costui si fece battere a Charax, in Bitinia. Temendo per la propria vita, Angelo passerà in seguito dalla parte di Andronico che intanto si era accampato nei pressi di Calcedonia, di fronte a Costantinopoli. Il protosebasto decise a questo punto di attaccare la flotta ribelle ma Andronico Contostefano decise di passare, con tutte le sue navi, dalla parte di Andronico, che ora aveva davvero vinto e da Calcedonia si preparò la strada per il Palazzo imperiale.
Il protosebasto Alessio venne arrestato ed imprigionato, per esser poi accecato -un vezzo molto caro ad Andronico- e venne scatenata la popolazione, ben fomentata ed appoggiata da mercenari paflagoni, contro tutti i Latini presenti in città, soprattutto Pisani e Genovesi, accusati d'esser la rovina del popolo e d'appoggiare il regime dell'imperatrice madre e del protosebasto. Ora Andronico poteva entrare nella città. Maria d'Antiochia e Alessio II vennero trasferiti dal Palazzo imperiale in un palazzo più sicuro e guardati a vista. Nessuno poteva incontrare il giovane imperatore.
La situazione per Andronico I era comunque tutt'altro che tranquilla. Qilij Arslan II d'Iconio, "saputo che era passato nell'Ade colui che egli temeva come un masso incombente sulla sua testa", dice Niceta Coniata, era all'attacco e all'interno delle frontiere molti non accettarono il rivolgimento nella capitale, principalmente il Grande domestico Giovanni Comneno Vataze, a Filadelfia. L'esercito inviatogli contro venne battuto, ma la morte del Gran domestico risolse la rivolta a favore di Andronico I.
Intanto costui, pur impadronendosi delle leve del potere, desiderava porsi come campione della legittimità imperiale e a maggio del 1182 fece nuovamente incoronare Alessio II a Santa Sofia. Inoltre, al fine di liberarsi dell'ultimo ostacolo alla sua corsa al potere supremo, allontanò Maria d'Antiochia dal figlio e cominciò contro di lei una campagna persecutoria, accusandola presso il popolo di voler sottomettere l'Impero ai propri voleri. Questo fu il pretesto che permise ad Andronico I di far imprigionare l'Imperatrice madre con l'accusa di alto tradimento e di farla condannare a morte da giudici. La condanna venne fatta controfirmare dall'Imperatore suo figlio (c'è da chiedersi a quali e quante pressioni fosse sottoposto il ragazzo). Ad Andronico toccò cambiare l'originaria squadra d'esecutori, poiché ci fu chi si rifiutò di portare a termine l'assassinio, ma alla fine, nel settembre 1182, Maria fu uccisa.

## La Reggenza di Andronico su Alessio II

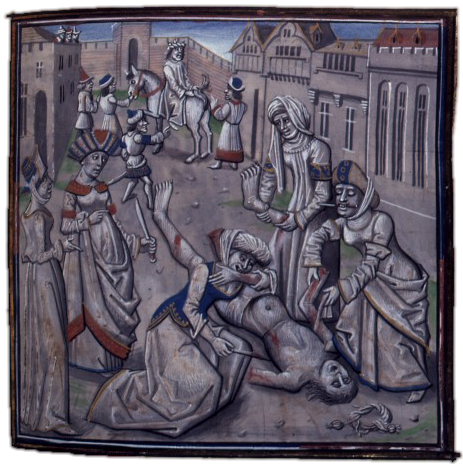
Le pene corporali sul corpo morto di Andronico.

Uccisa l'imperatrice madre, la strada di Andronico I era spianata: il potere sarebbe stato suo e raggiunto marciando sui cadaveri della famiglia dell'odiato cugino. Tra l'altro la notizia giunse anche molto lontano, e il viaggiatore arabo-spagnolo Ibn Jubayr racconta, nella sua Rihla, di come il sovrano di Costantinopoli fosse morto, come gli fosse successo un ragazzino assistito dalla madre, e di come il cugino usurpatore avesse ucciso la madre ed imprigionato il ragazzo. Comunque, contro il possibile usurpatore, s'armò una congiura, ma venne scoperta e duramente punita: alcuni vennero soppressi, altri fuggirono e ad Andronico Contostefano ed ai quattro figli vennero tolti gli occhi.
Nella primavera del 1183 toccò alla kaisarissa Maria ed al cesare Ranieri, avvelenati entrambi. Di fronte a tanti eventi il patriarca stesso, Teodosio Boradiota, preferì ritirarsi a vita privata. Restava un solo passo da fare: all'inizio del settembre del 1183 gente a lui fedele fece in modo che Andronico I venisse acclamato Imperatore per le vie della capitale, ed Alessio II fu tratto fuori dal palazzo affinché lo pregasse di regnare con lui. L'incoronazione avvenne a Santa Sofia: il nome d'Andronico I venne pronunciato prima del nome dell'autocratore legittimo, Alessio II. Il quale aveva firmato la sua condanna a morte: non era più necessario, ormai. Pochi giorni dopo infatti il giovane sovrano, non ancora quattordicenne, fu strangolato mediante una corda d'arco, il suo cadavere dileggiato, decapitato e buttato in mare chiuso in un vaso.

## Il regno
Andronico I fu un valoroso condottiero, intelligente ma anche senza scrupoli. Durante il suo Impero gli ungheresi e i normanni si allearono e sbarcarono a Durazzo, raggiunsero Tessalonica e attaccarono Costantinopoli, dove scoppiò una rivoluzione, per la paura del popolo che non si sentiva più sicuro con Andronico I. Per questo motivo egli fu spodestato da Isacco II Angelo (1185-1195; 1203-1204) che fu acclamato Imperatore dal popolo. Andronico I, sorpreso mentre tentava di fuggire, fu catturato dalle truppe di Isacco e consegnato ai popolani in rivolta,
che non ebbe un particolare riguardo verso il vecchio Basileus: gli fu tagliata la mano destra, gli furono
strappati i denti e i capelli, gli fu cavato uno degli occhi e, tra molte altre sofferenze, gli fu gettata acqua bollente in faccia, punizione probabilmente associata alla sua bellezza e alla sua vita di licenziosità. Alla fine
fu condotto all'Ippodromo di Costantinopoli in groppa a
un cammello e appeso per i piedi tra due pilastri. Due soldati latini gareggiarono su quale spada avrebbe
penetrato più profondamente il suo corpo, ed egli fu, secondo la rappresentazione della sua morte, fatto a pezzi; i suoi resti furono lasciati insepolti e furono
visibili per diversi anni dopo. Morì il 12 settembre 1185.
Così finì il regno della dinastia Comneno sul trono di
Costantinopoli. 

## Famiglia
Andronico I Comneno si sposò due volte ed ebbe numerose amanti; dalla sua prima moglie, il cui nome non è noto, ebbe tre figli, due maschi e una femmina:
- Manuele Comneno, che sposò la georgiana Rusudan, fu il padre dei due fondatori dell'impero di Trebisonda Alessio I Comneno e Davide I Comneno;
- Giovanni Comneno (nato nel 1159 o nel 1160), fu co-imperatore dal 1183 al 1185, fu ucciso nello stesso anno;
- Maria Comnena.

Dalla sua amante Teodora Comnena, Andronico ebbe due figli:
- Alessio Comneno, è un presunto antenato della famiglia nobile georgiana degli Andronikashvili.
- Irene Comnena, che fu brevemente sposata con Alessio Comneno, figlio dell'imperatore Manuele I Comneno.

## Ascendenza
|                      |                       |                      | Genitori           |  |  | Nonni |  |  | Bisnonni         |  |  | Trisnonni               |  |
|                      |                       |                      |                    |  |  |       |  |  | Giovanni Comneno |  |  | Manuele Comneno Erotico |  |
|                      |                       |                      |                    |  |  |       |  |  | Giovanni Comneno |  |  | Manuele Comneno Erotico |  |
|                      |                       | …                    |                    |  |  |       |  |  | Giovanni Comneno |  |  |                         |  |
| Alessio I Comneno    |                       |                      |                    |  |  |       |  |  | Giovanni Comneno |  |  |                         |  |
|                      |                       | Anna Dalassena       | Alessio Caronte    |  |  |       |  |  |                  |  |  |                         |  |
|                      |                       | Anna Dalassena       | Alessio Caronte    |  |  |       |  |  |                  |  |  |                         |  |
|                      |                       | Anna Dalassena       | Adriana Dalassena  |  |  |       |  |  |                  |  |  |                         |  |
| Isacco Comneno       |                       | Anna Dalassena       |                    |  |  |       |  |  |                  |  |  |                         |  |
|                      |                       | Andronico Ducas      | Giovanni Ducas     |  |  |       |  |  |                  |  |  |                         |  |
|                      |                       | Andronico Ducas      | Giovanni Ducas     |  |  |       |  |  |                  |  |  |                         |  |
|                      |                       | Andronico Ducas      | Irene Pegonitissa  |  |  |       |  |  |                  |  |  |                         |  |
| Irene Ducaena        |                       | Andronico Ducas      |                    |  |  |       |  |  |                  |  |  |                         |  |
|                      |                       | Maria di Bulgaria    | Troian di Bulgaria |  |  |       |  |  |                  |  |  |                         |  |
|                      |                       | Maria di Bulgaria    | Troian di Bulgaria |  |  |       |  |  |                  |  |  |                         |  |
|                      |                       | Maria di Bulgaria    | …                  |  |  |       |  |  |                  |  |  |                         |  |
| Andronico I Comneno  |                       | Maria di Bulgaria    |                    |  |  |       |  |  |                  |  |  |                         |  |
|                      | Giorgio II di Georgia | Bagrat IV di Georgia |                    |  |  |       |  |  |                  |  |  |                         |  |
|                      | Giorgio II di Georgia | Bagrat IV di Georgia |                    |  |  |       |  |  |                  |  |  |                         |  |
|                      | Giorgio II di Georgia | Borena d'Alania      |                    |  |  |       |  |  |                  |  |  |                         |  |
| Davide IV di Georgia | Giorgio II di Georgia |                      |                    |  |  |       |  |  |                  |  |  |                         |  |
|                      |                       | Elene di Georgia     | …                  |  |  |       |  |  |                  |  |  |                         |  |
|                      |                       | Elene di Georgia     | …                  |  |  |       |  |  |                  |  |  |                         |  |
|                      |                       | Elene di Georgia     | …                  |  |  |       |  |  |                  |  |  |                         |  |
| Kata di Georgia      |                       | Elene di Georgia     |                    |  |  |       |  |  |                  |  |  |                         |  |
|                      |                       | …                    | …                  |  |  |       |  |  |                  |  |  |                         |  |
|                      |                       | …                    | …                  |  |  |       |  |  |                  |  |  |                         |  |
|                      |                       | …                    | …                  |  |  |       |  |  |                  |  |  |                         |  |
| …                    |                       | …                    |                    |  |  |       |  |  |                  |  |  |                         |  |
|                      |                       | …                    | …                  |  |  |       |  |  |                  |  |  |                         |  |
|                      |                       | …                    | …                  |  |  |       |  |  |                  |  |  |                         |  |
|                      |                       | …                    | …                  |  |  |       |  |  |                  |  |  |                         |  |
|                      |                       | …                    |                    |  |  |       |  |  |                  |  |  |                         |  |